# Dattelhonig

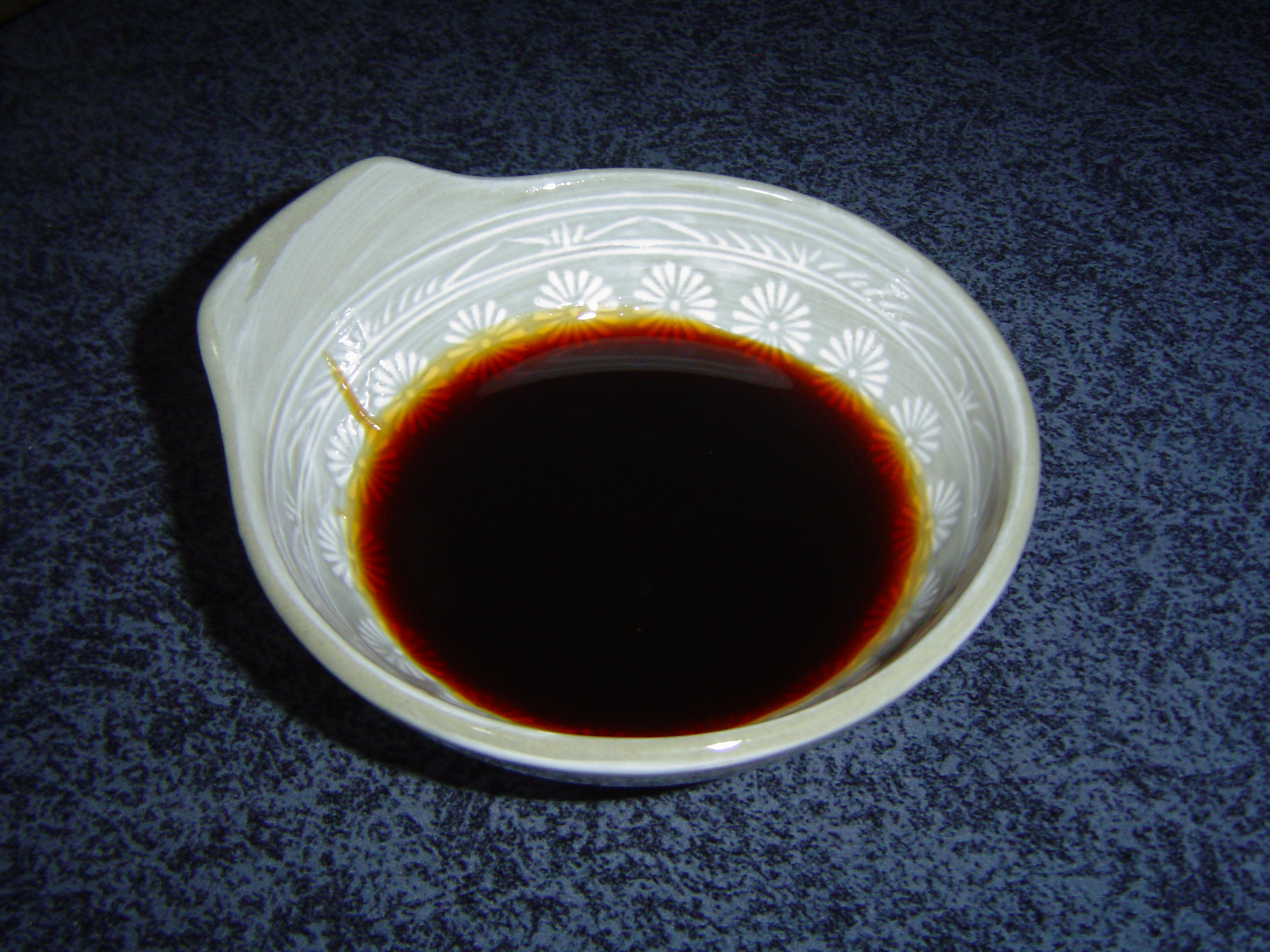
Dattelhonig

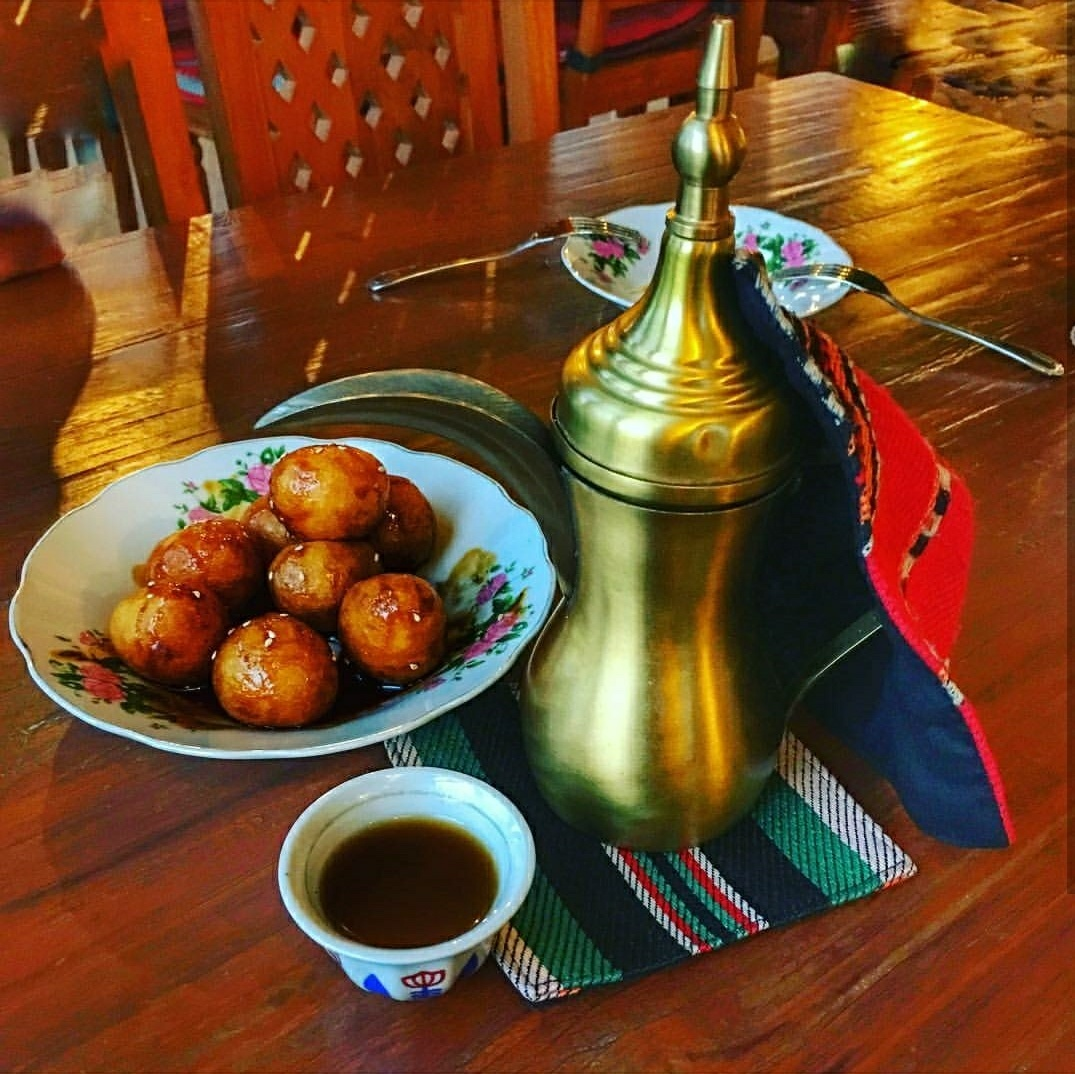
Luqaimat sind Teigbällchen, die mit Sesam und Dattelhonig serviert werden (Emirate)

Dattelhonig oder Dattelsirup (arabisch dibs oder ribb, persisch shire khorma) ist eine Zutat verschiedener orientalischer Küchen. Er hat eine Konsistenz ähnlich wie Melasse.

## Kulturgeschichte
Als Süßungsmittel wurde Dattelhonig schon frühzeitig verwendet, wo immer die Echte Dattelpalme kultiviert wurde. Flavius Josephus schrieb, die Oase von Jericho habe einen Überfluss an Honig und spezifizierte dann, dass die durch Zertreten ausgepressten Datteln einen Honig ergäben, der in seiner Qualität dem Bienenhonig nur wenig nachstehe.
In der rabbinischen Tradition nahm man an, dass in der biblischen Wendung „ein Land, darin Milch und Honig fließt“ (Dtn 11,9 ) hebräisch דבש devash nicht den Bienen-, sondern den Dattelhonig meinte. In vielen sefardischen Gemeinden wird das traditionelle Mus Charosset für den Sederabend mit Dattelhonig zubereitet. Saadja Gaon (10. Jahrhundert) teilte in seinem Siddur eine Zubereitung aus Dattelhonig, Walnüssen und Sesam mit, die mit Weinessig abgeschmeckt wurde.
Ibn al-Baitar beschrieb im 13. Jahrhundert die Herstellungsweise des Dattelhonigs: Man nahm frische persische Datteln und die gleiche Quantität Wasser, gab beides in einen Tiegel und kochte die Datteln, bis sie ganz zerfallen waren. Dann filterte man den Sud und stellte ihn in die Sonne, bis er eingedickt war. Im Winter kochte man ihn stattdessen bis zur gewünschten Konsistenz ein.

## Herstellung
Die von al-Baitar beschriebene Herstellung durch Einkochen ist im Grunde bis heute üblich. Als Optimum gilt eine Temperatur von etwa 70 Grad, weil bei höherer Temperatur der Zucker brennen könnte, meist werden die Datteln bei 55 bis 60 Grad etwa 30 Minuten mit Wasser gekocht (80 % Datteln und 20 % Wasser). Aus einem Kilo Datteln können dabei etwa 600 g Dattelsirup (70 Grad Brix) gewonnen werden. Dattelsirup entsteht darüber hinaus als Nebenprodukt, wo Datteln monatelang in großer Quantität gelagert werden, so dass die Früchte durch ihr eigenes Gewicht ausgedrückt werden. Es ist also möglich, Dattelsirup bei Zimmertemperatur durch hydraulischen Druck zu gewinnen. Bei diesem Verfahren entsteht ein hellbrauner, beim Einkochen ein dunkelbrauner Dattelhonig.

## Verwendung
- Aus Dattelhonig kann Dattelsaft und ein Dattel-Milchgetränk hergestellt werden.
- Aus Tahina und Dattelhonig wird ein Dip zubereitet, der mit Brot zum Frühstück serviert wird.[5] In Kuwait kennt man diesen Dip, mit Zitronensaft abgeschmeckt, unter dem Namen Dibis wa’ Rashi auch als Appetizer.[6]

- Darüber hinaus findet Dattelhonig als Süßungsmittel in Eiskrem, Süßspeisen und Backwaren Verwendung.

## Inhaltsstoffe
Dattelhonig enthält hauptsächlich Monosaccharide (etwa 96 % des Gesamtzuckergehalts) und davon ca. 16 % Fruktose. Pektine und Proteine beeinflussen die Konsistenz des Sirups; ihr Vorhandensein erschwert die Filtration, die im Blick auf eine helle Farbe des Produkts wünschenswert ist. Dattelhonig ist reich an den Spurenelementen Natrium, Kalium, Calcium, Magnesium und Eisen, mit einem günstigen Verhältnis von Natrium zu Calcium.